# Bukh (Motorenfabrik)

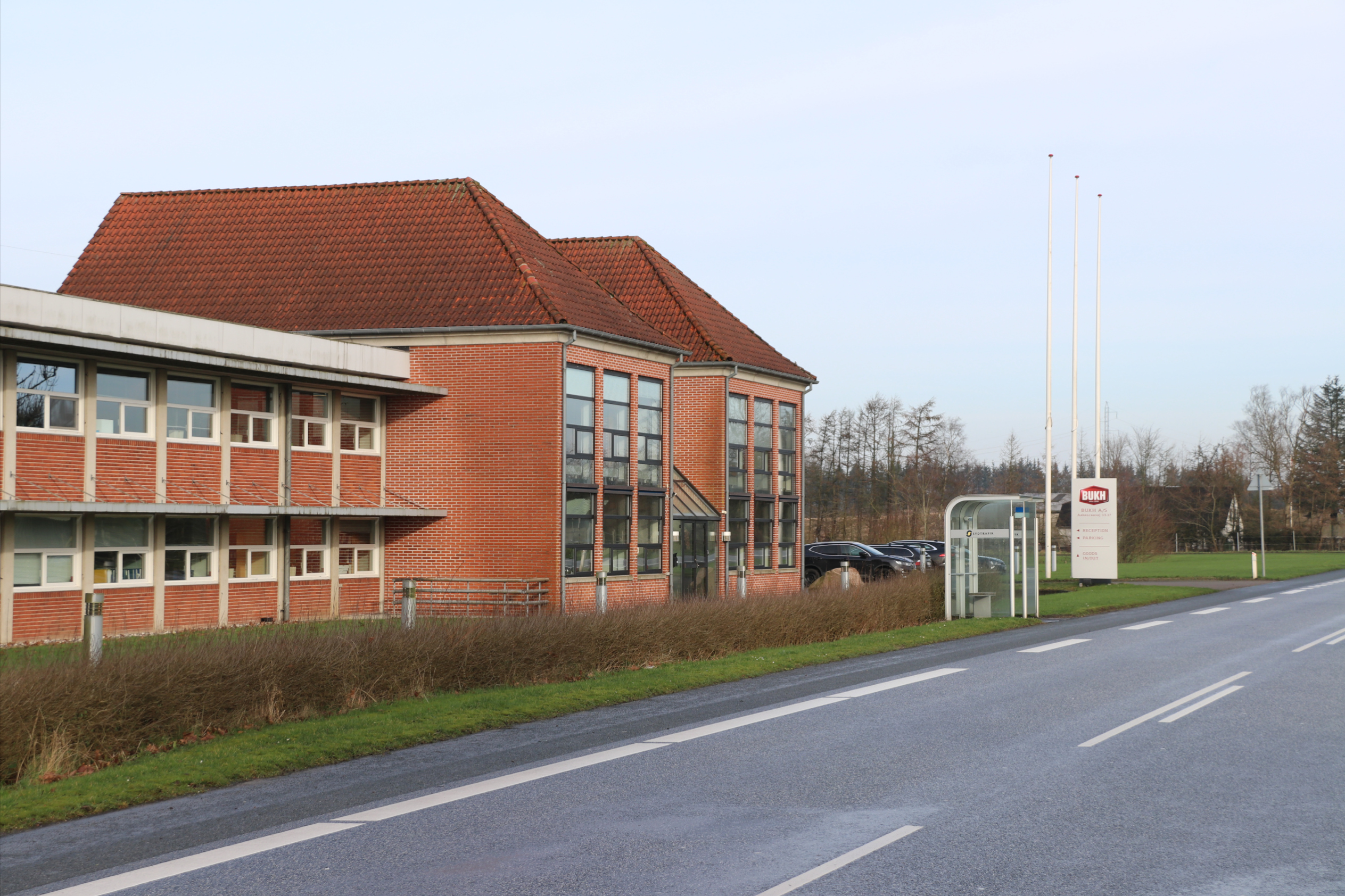
Firmensitz bei Kruså

Bukh A/S (Eigenschreibweise BUKH) ist ein dänisches Maschinenbauunternehmen, das aus der Fusion der 1899 gegründeten Aabenraa Motorfabrik Heinrich Callesen A/S und der 1904 gegründeten Motorfabriken Bukh A/S hervorging. Der Schwerpunkt liegt auf der Entwicklung und dem Bau von Marine-Dieselmotoren.

## Geschichte
Bukh wurde 1904 von Jens Bukh und Johannes Gry gegründet. Zunächst spezialisierte es sich auf die Produktion von Windmühlen und Verbrennungsmotoren, die mit Benzin und Petroleum betrieben wurden.  
Ab 1910 erweiterte Bukh sein Angebot um Dieselmotoren für die Landwirtschaft und die Industrie. 1915 zog die Fabrik unter dem Namen Kalundborg Motorfabrik nach Kalundborg um und entwickelte dort speziell Motoren für die Schifffahrt. Die Nähe zur Kalundborg Skibsværft eröffnete Zugang zum maritimen Markt, da die Werft Bukh-Motoren für Ladeeinrichtungen und Hilfsmaschinen auf Schiffen nutzte.  
Nach der Insolvenz der Werft im Jahr 1921 geriet auch die Motorenfabrik Bukh in finanzielle Schwierigkeiten und wurde 1924 von A. P. Møller übernommen. 1928 präsentierte Bukh den ersten Dieselmotor mit Direkteinspritzung. Zwischen 1940 und 1945 produzierte das Unternehmen zudem eine große Anzahl an Gasgeneratoren.  
1956 begann Bukh mit der Herstellung von Traktoren. Trotz technischer Weiterentwicklungen und leistungsstarker Motoren blieb der langfristige Erfolg aus, sodass die Traktorproduktion 1968 eingestellt wurde.
1995 fusionierten die beiden Unternehmen Motorfabriken Bukh A/S und Aabenraa Motorfabrik Heinrich Callesen A/S zunächst unter dem Namen Aabenraa Motorfabrik. Im Jahr 2010 erfolgte die Umbenennung in Bukh A/S.  

## Produkte

### Motoren
Das Unternehmen ist auf die Herstellung von Marine-Dieselmotoren spezialisiert. Es bietet eine Vielzahl von Motoren an, die vorrangig für Rettungsboote, schnelle Einsatzboote und Arbeitsboote entwickelt werden. Die Motoren erfüllen internationale Abgasnormen und sind für ihre Betriebssicherheit und Effizienz bekannt. Neben der Motorenproduktion liefert Bukh auch Ersatzteile und bietet Wartungsdienstleistungen an. Die Produkte des Unternehmens kommen weltweit in kommerziellen, militärischen und privaten Schiffen zum Einsatz.

### Automobile
Zwischen 1904 und 1905 stellte Bukh mindestens einen Personenkraftwagen her. Er hatte einen wassergekühlten Zweizylindermotor, der mit 10/12 PS angegeben war. Er trieb über ein Friktionsgetriebe die Hinterachse an.

### Traktoren
Bukh stellte zwischen 1956 und 1968 verschiedene Traktormodelle her und produzierte insgesamt rund 12.000 Exemplare. Das erste Modell war der DZ 30, dem ein Jahr später der DZ 45 mit einem 3-Zylinder-Motor folgte. 1961 wurde das Modell 452 als Weiterentwicklung eingeführt, das in zwei Motorvarianten erhältlich war und bis 1967 in über 3.500 Exemplaren gefertigt wurde. Zusätzlich wurden die Modelle 302, 403 und 554 angeboten. 1967 versuchte das Unternehmen, das Traktorengeschäft mit der Einführung der Modelle Juno, Jupiter und Hercules zu beleben, die Motorleistungen von 52, 70 und 93 PS boten.

Traktormodelle von Bukh (Auswahl)
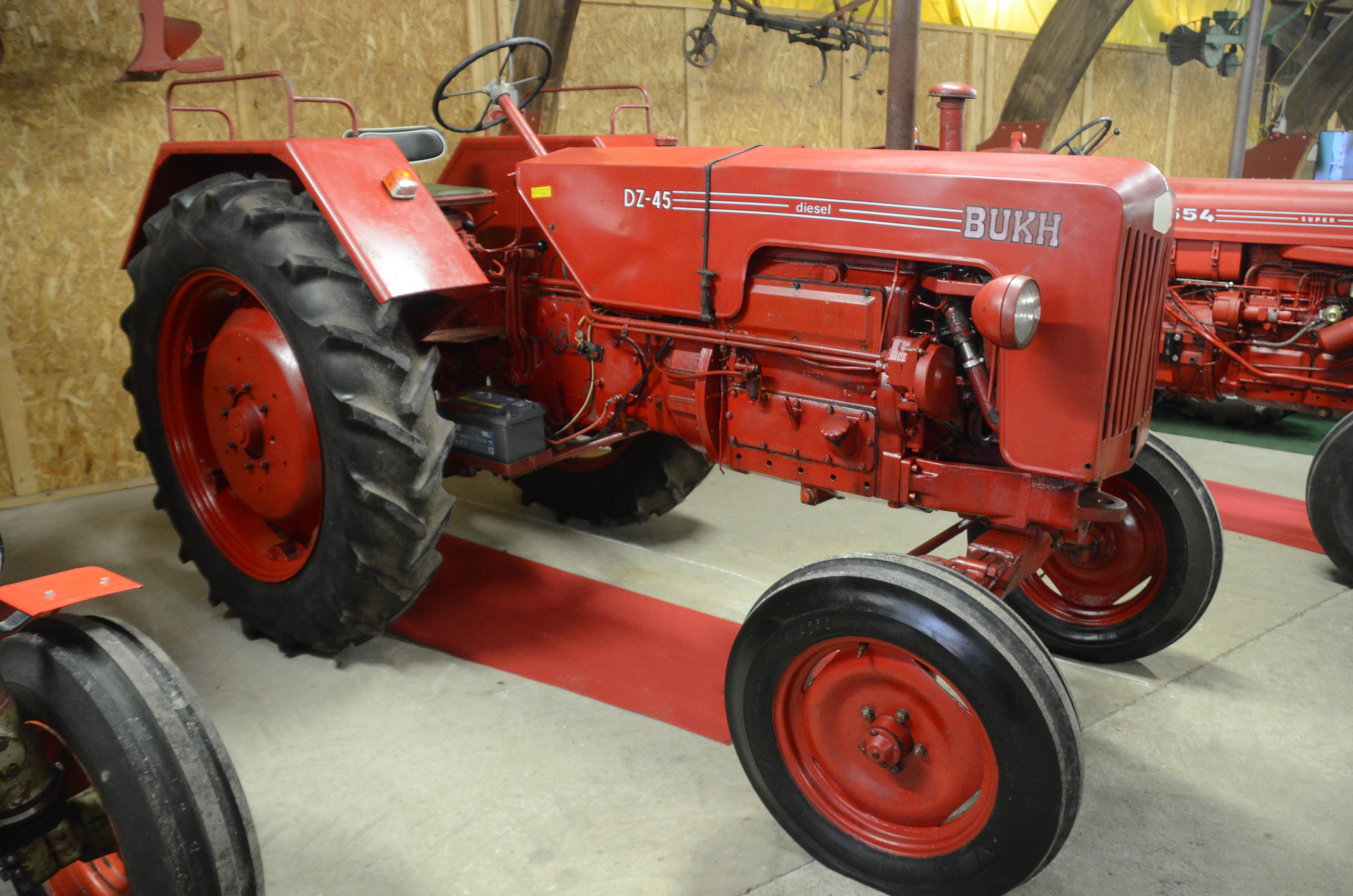
DZ 45
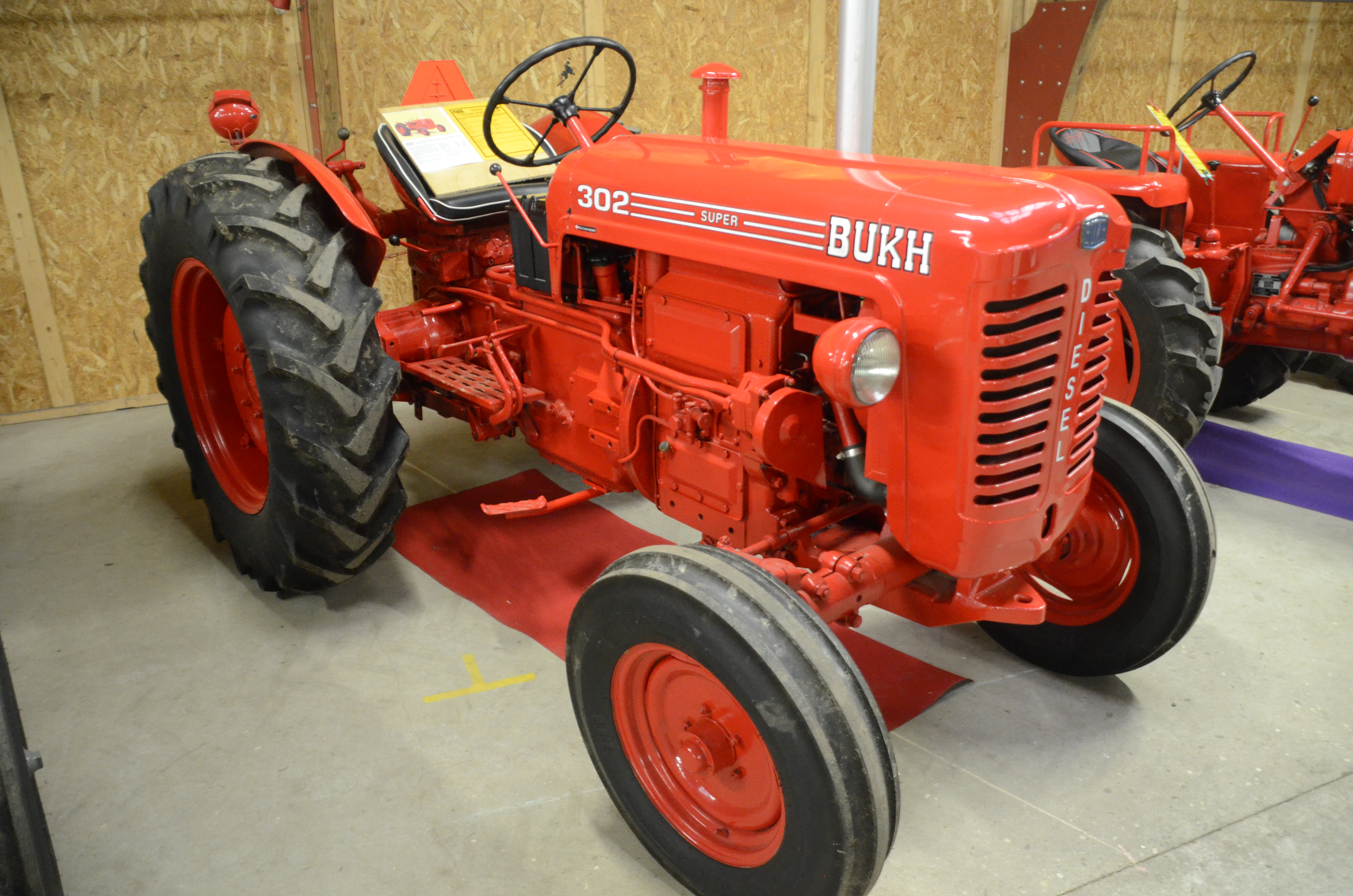
302 Super
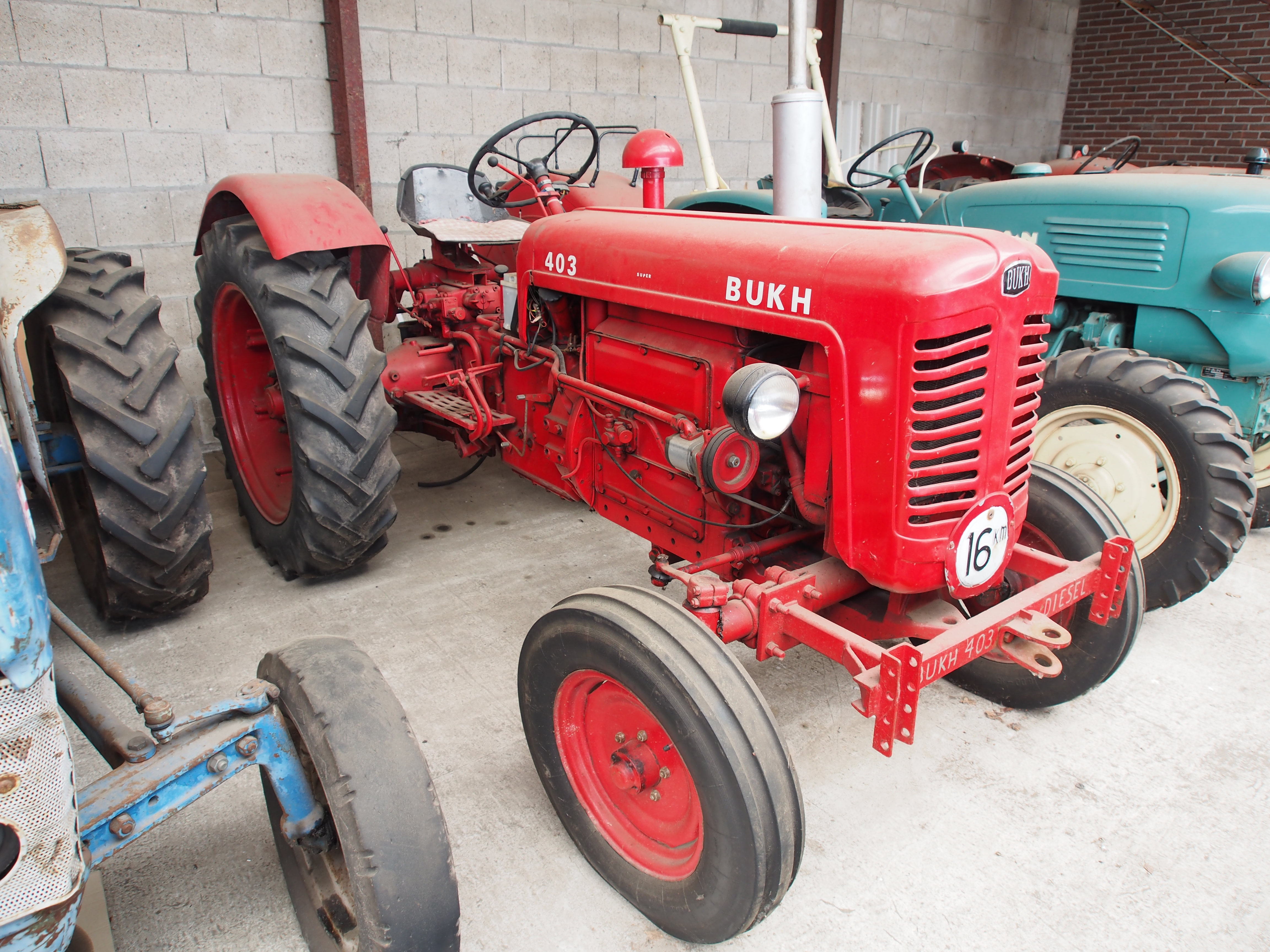
403 Super
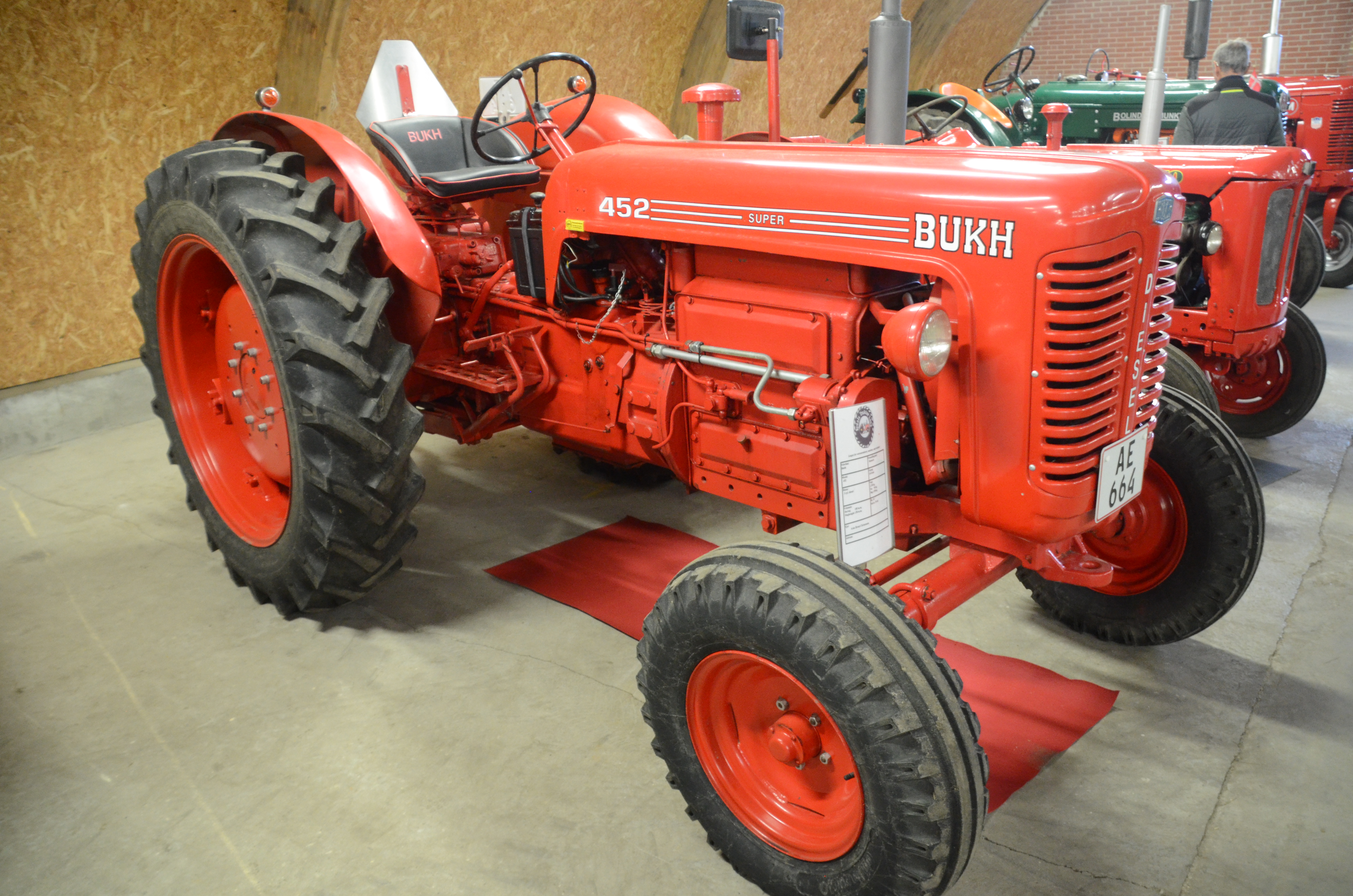
452 Super
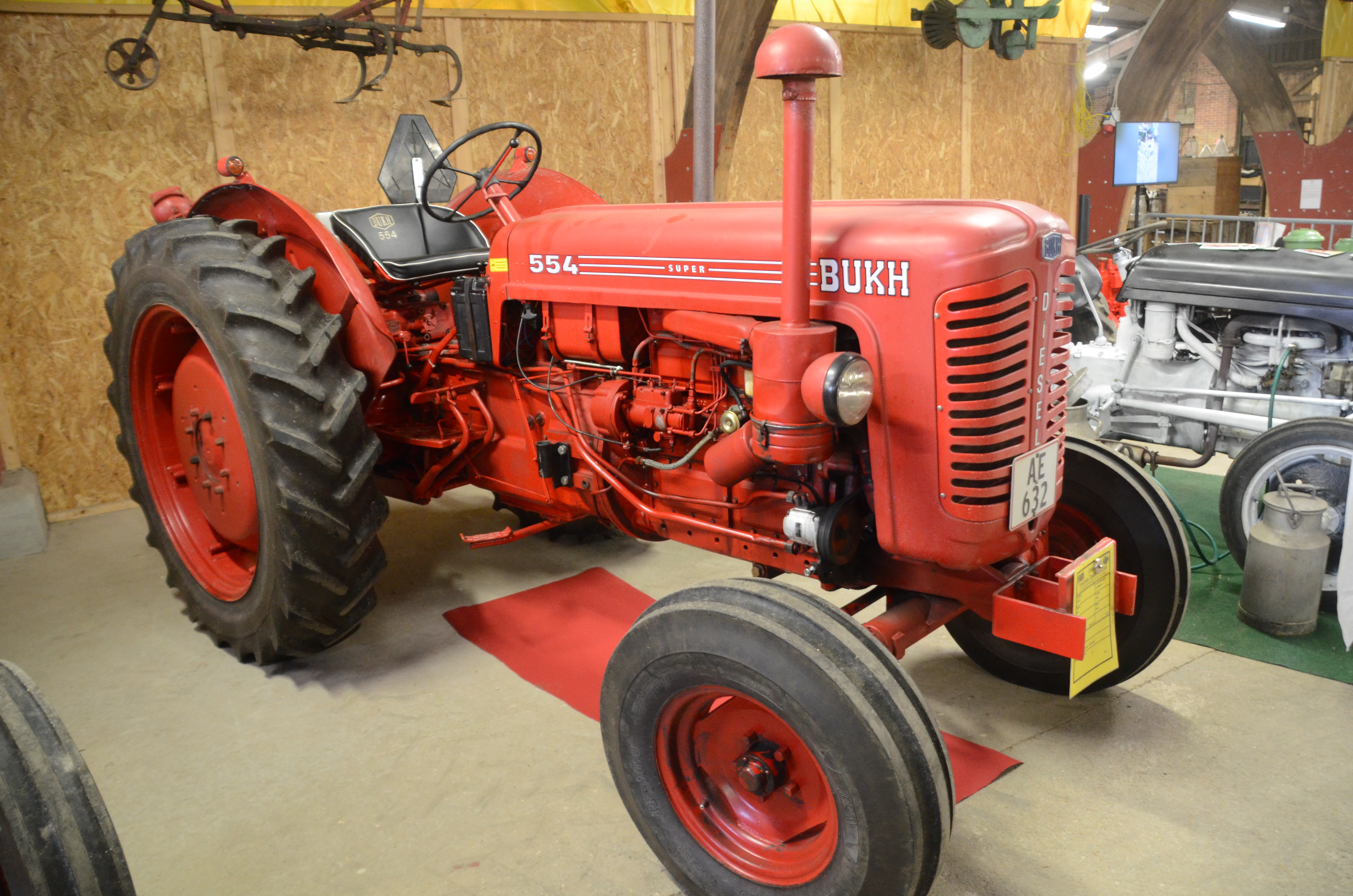
554 Super